# Атрејева ризница
Атрејева ризница је погрешан назив за Атрејеву гробницу. До забуне је дошло због изразитог луксуза саме гробнице. 
Изграђена је око 1300. п. н. е. и представља врхунац микенског градитељства у домену погребних одаја. Начињена је од правилно тесаног камена који се ређају у концентричним слојевима и дају облик кошнице. Примењен је конструктивни систем који се назива лажни свод. 
Опљачкана је још у давна времена.